# Llumeta
Llumeta, a voltes escrit llometa, és una varietat d'olivera pròpia del Montsià a les Terres de l'Ebre i també del Baix Maestrat, al nord de la província de Castelló, País Valencià. Les olives llumeta són menudes i s'arrapen d'una manera tan forta a l'arbre que aquest tipus d'olea europaea és considerat ideal per aquestes dues comarques (i per a d'altres indrets igualment ventosos).

## Característiques agronòmiques
Les característiques més destacables de l'olivera llumeta són: que és una planta molt vigorosa, que el seu fruit té una maduració molt tardana i que és androestèril (o incapaç de produir pol·len funcional). El seu oli és ric en àcid oleic i linoleic. Al tast se'l defineix com a fruitat mitjà alt amb gust verd. Al mateix temps es diu que és amargant i picant però amb suficient dolçor per a compensar aquests dos darrers sabors. Si es recullen les olives tardanament, l'oli d'oliveres llumeta adquireix notes de fruita madura.
Se sap que la severitat d'aquesta varietat d'olivera a la posta de bactrocera oleae, sovint i popularment anomenada la mosca de l'oliva, és poca i, al mateix temps, que la seva precocitat en respecte a aquesta malaltia és mitjana i explosiva (aquestes dades són sempre en comparació amb la varietat manzanilla d'olivera).